# Tulare (California)
Tulare è una città della contea di Tulare, in California. La popolazione era di 59 278 abitanti al censimento del 2010.
Tulare si trova nel cuore della Central Valley, otto miglia a sud di Visalia e sessanta miglia a nord di Bakersfield. La città prende il nome dal lago Tulare attualmente asciutto, un tempo il più grande lago d'acqua dolce ad ovest dei Grandi Laghi. La missione della città è: "promuovere la qualità della vita rendendo Tulare la comunità più desiderabile in cui vivere, imparare, giocare, lavorare, adorare e prosperare". I porti di Stockton e Sacramento sono situati rispettivamente a 170 miglia (270 km) e 207 miglia (333 km) di distanza. I porti di Los Angeles e San Francisco distano circa 200 miglia (320 km) di distanza, rendendo Tulare un centro o posizione centrale per il movimento dei prodotti.

## Geografia fisica
Secondo lo United States Census Bureau, ha un'area totale di 21,02 mi² (54,44 km²).

## Società

### Evoluzione demografica
Secondo il censimento del 2010, la popolazione era di 59 278 abitanti.

### Etnie e minoranze straniere
Secondo il censimento del 2010, la composizione etnica della città era formata dal 61,3% di bianchi, il 3,9% di afroamericani, l'1,2% di nativi americani, il 2,2% di asiatici, lo 0,1% di oceanici, il 26,5% di altre razze, e il 4,8% di due o più etnie. Ispanici o latinos di qualunque razza erano il 57,5% della popolazione.